# Pilot Pen Tennis 2002
Il Pilot Pen Tennis 2002  è stato un torneo di tennis giocato sul cemento. È stata la 34ª edizione del Pilot Pen Tennis, che fa parte della categoria Tier II nell'ambito dell'WTA Tour 2002. Il torneo si è giocato a New Haven negli USA, dal 18 al 24 agosto 2002.

## Campioni

### Singolare femminile
Venus Williams ha battuto in finale  Lindsay Davenport con il punteggio di 7–5, 6–0

### Doppio femminile
Daniela Hantuchová /  Arantxa Sánchez Vicario hanno battuto in finale  Tathiana Garbin /  Janette Husárová con il punteggio di 6–3, 1–6, 7–5